# Фроїд (Монтана)
Фроїд (англ. Froid) — місто (англ. town) в США, в окрузі Рузвельт штату Монтана. Населення — 195 осіб (2020).

## Географія
Фроїд розташований за координатами 48°20′7″ пн. ш. 104°29′31″ зх. д. / 48.33528° пн. ш. 104.49194° зх. д. (48.335214, -104.492024).  За даними Бюро перепису населення США в 2010 році місто мало площу 0,73 км², уся площа — суходіл.

## Демографія
Згідно з переписом 2010 року, у місті мешкало 185 осіб у 92 домогосподарствах у складі 49 родин. Густота населення становила 253 особи/км².  Було 117 помешкань (160/км²).
Расовий склад населення:
| - 97,3 % — білих - 0,5 % — корінних американців |

До двох чи більше рас належало 2,2 %. Частка іспаномовних становила 0,0 % від усіх жителів.
За віковим діапазоном населення розподілялося таким чином: 23,2 % — особи молодші 18 років, 49,2 % — особи у віці 18—64 років, 27,6 % — особи у віці 65 років та старші. Медіана віку мешканця становила 50,9 року. На 100 осіб жіночої статі у місті припадало 83,2 чоловіків;  на 100 жінок у віці від 18 років та старших — 82,1 чоловіків також старших 18 років.
Середній дохід на одне домашнє господарство  становив 63 340 доларів США (медіана — 36 667), а середній дохід на одну сім'ю — 97 713 долари (медіана — 75 000). За межею бідності перебувало 6,1 % осіб, у тому числі 0,0 % дітей у віці до 18 років та 10,7 % осіб у віці 65 років та старших.
Цивільне працевлаштоване населення становило 84 особи. Основні галузі зайнятості: освіта, охорона здоров'я та соціальна допомога — 36,9 %, будівництво — 13,1 %, мистецтво, розваги та відпочинок — 11,9 %.